# Königsauer Moos
Koordinaten: 48° 40′ 30″ N, 12° 32′ 7″ O

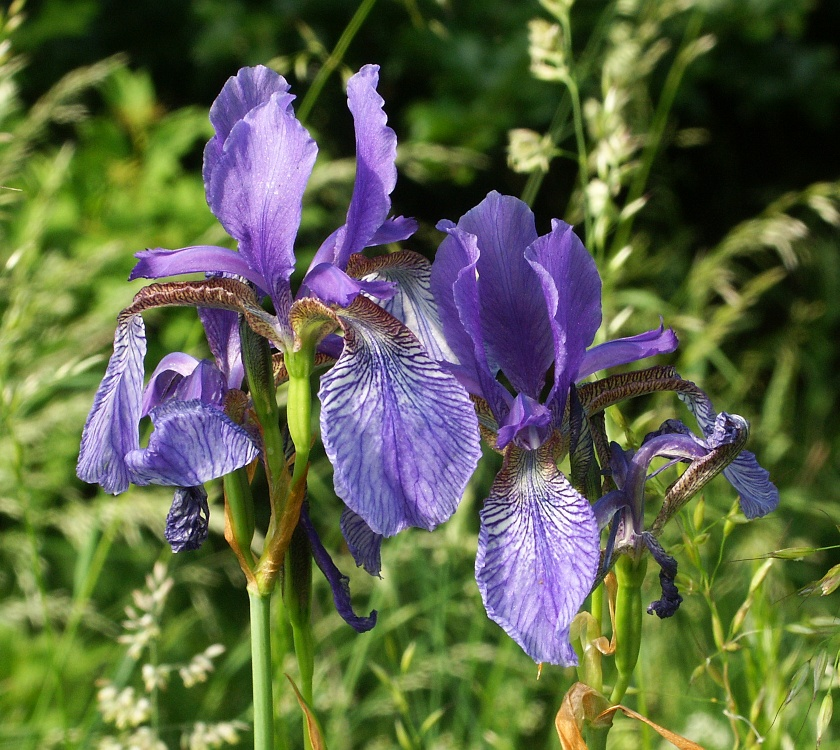
Das Königsauer Moos bietet der Sibirische Schwertlilie einen Lebensraum.

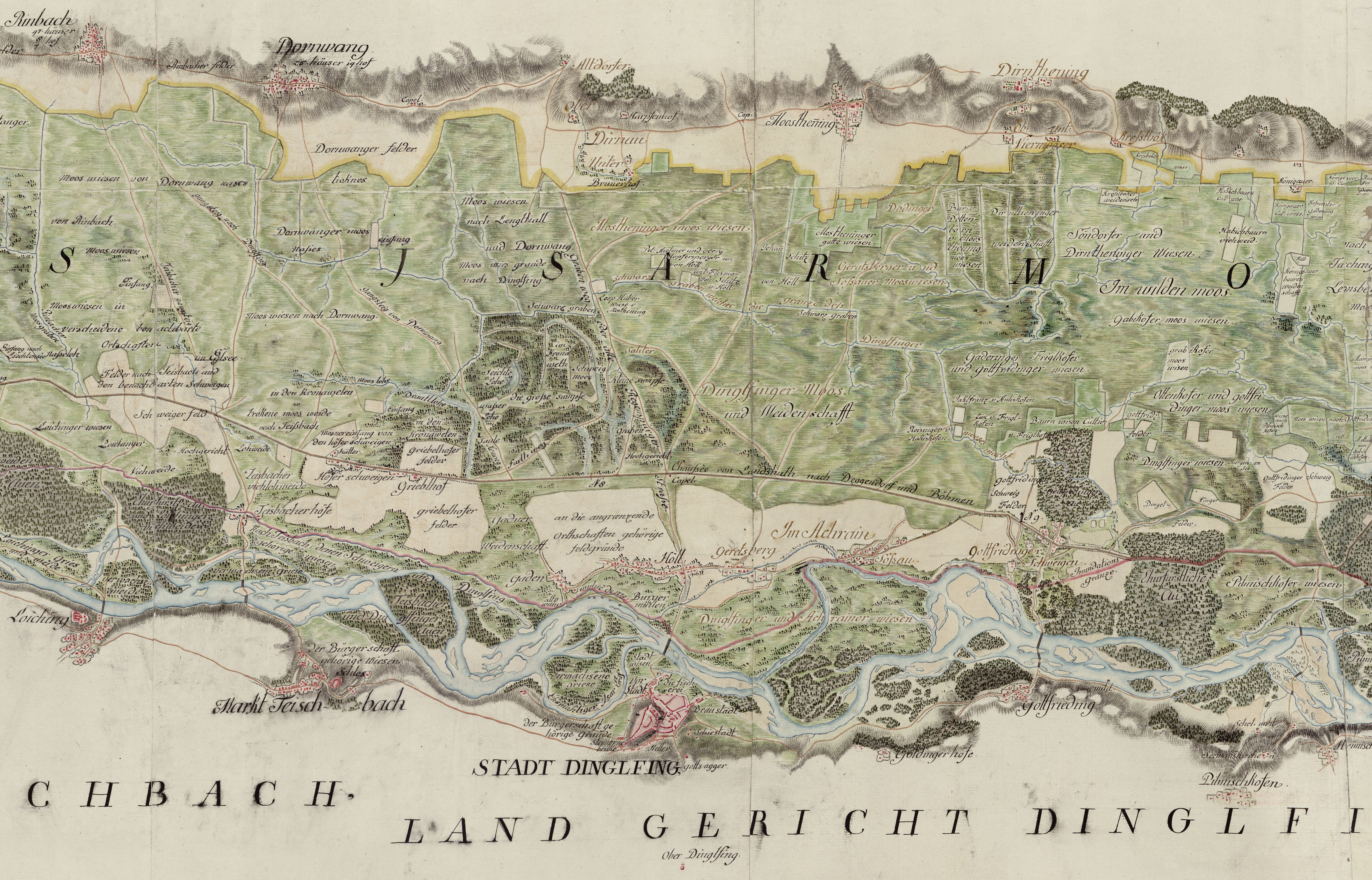
Adrian von Riedls Karte von 1802 zeigt den wichtigen Zusammenhang zwischen Isar und Königsauer Moos. Der hohe Wasserstand der Isar vor der Begradigung begünstigte die Bildung eines Niedermoores in den angrenzenden nördlichen Teilen des unteren Isartales.

Das Königsauer Moos ist ein Niedermoorgebiet im unteren Isartal. Es erstreckt sich von Westen (Staatsstraße 2111 bei Dingolfing) nach Osten (St 2114 bei Großköllnbach) über eine Länge von 10,3 km nördlich der A 92 und südlich der Kreisstraße DGF 10, bei einer durchschnittlichen Nord-Süd-Ausdehnung von 1,2 bis 1,3 km. Das Gebiet erstreckt sich im Wesentlichen über die Gemarkungen Lengthal, Moosthenning, Thürnthenning und Ottering (Gemeinde Moosthenning) und über die Gemarkung Großköllnbach (Gemeinde Pilsting). Ferner enthält es kleinere Randgebiete im Norden der Gemeinden bzw. Gemarkungen Stadt Dingolfing, Gottfrieding und Mamming, wo sich diese nördlich der A 92 ausdehnen. Es hat eine Fläche von 1300 Hektar und stellt eines der letzten großen Niedermoorgebiete in Bayern dar. Namensgebend ist der Einödhof Königsau in der Gemarkung Ottering im Nordosten des Gebiets.

## Flora und Fauna
Innerhalb des Königsauer Mooses liegen 130 ha Biotopflächen und 270 ha Vertragsnaturschutzflächen. Aus öffentlichen Kassen werden etwa 150.000 Euro jährlich dafür aufgewendet. Im Königsauer Moos leben 40 % des bayerischen Bestandes an Brachvögeln. 90 % der niederbayerischen Grauammern leben hier. Das Königsauer Moos ist ein Rückzugsgebiet für niedermoorspezifische Tier- und Pflanzenarten (z. B. Mehlprimel, Riedteufel, Ameisenbläuling, Große Goldschrecke, Knoblauchkröte). Im Frühjahr und Herbst ist das Königsauer Moos ein wichtiger Rastplatz für den internationalen Vogelzug. Über 120 Vogelarten konnten bereits nachgewiesen werden. 2004 wurde das Königsauer Moos als Vogelschutzgebiet (SPA) in das Europäische Naturerbe aufgenommen.

## Vogelarten im Königsauer Moos

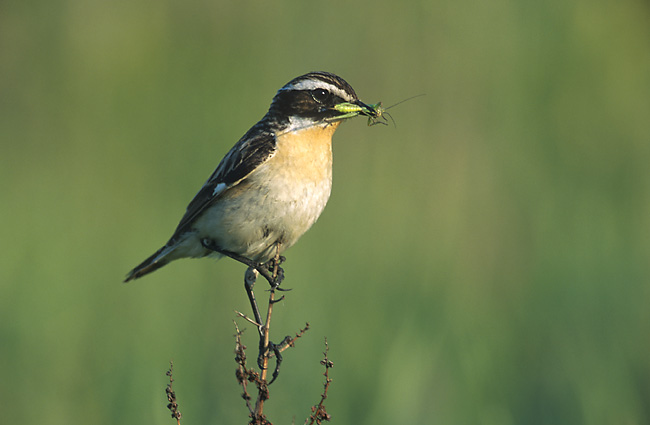
Das Braunkehlchen (Saxicola rubetra) ist ein gefährdeter Vogel.

- Wintergäste: Kornweihe, Raufußbussard, Silberreiher, Waldwasserläufer.
- Brutvogelarten: Rohrweihe, Wiesenweihe, Großer Brachvogel, Kiebitz als Koloniebrüter, Grauammer, Schafstelze, Wachtel, Rebhuhn, Blaukehlchen, Braunkehlchen, Schlagschwirl.

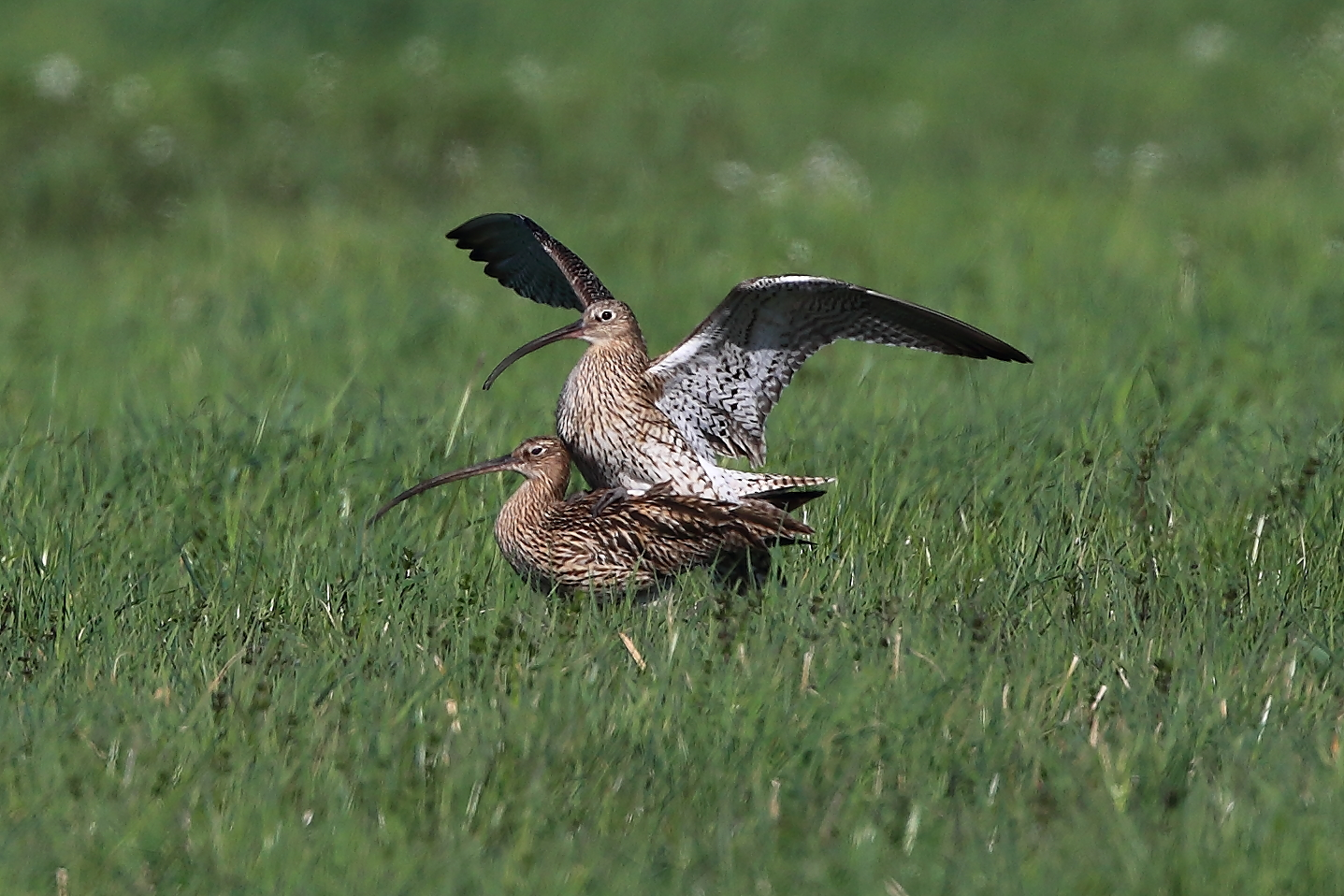
Durchzügler: Weißstorch, Schwarzstorch, Kampfläufer, Bruchwasserläufer, Waldwasserläufer, Knäkente, Löffelente, Steinschmätzer, Brachpieper, Rotkehlpieper, Kranich.  - Der Große Brachvogel ist die naturschutzfachliche Leitart des Königsauer Mooses
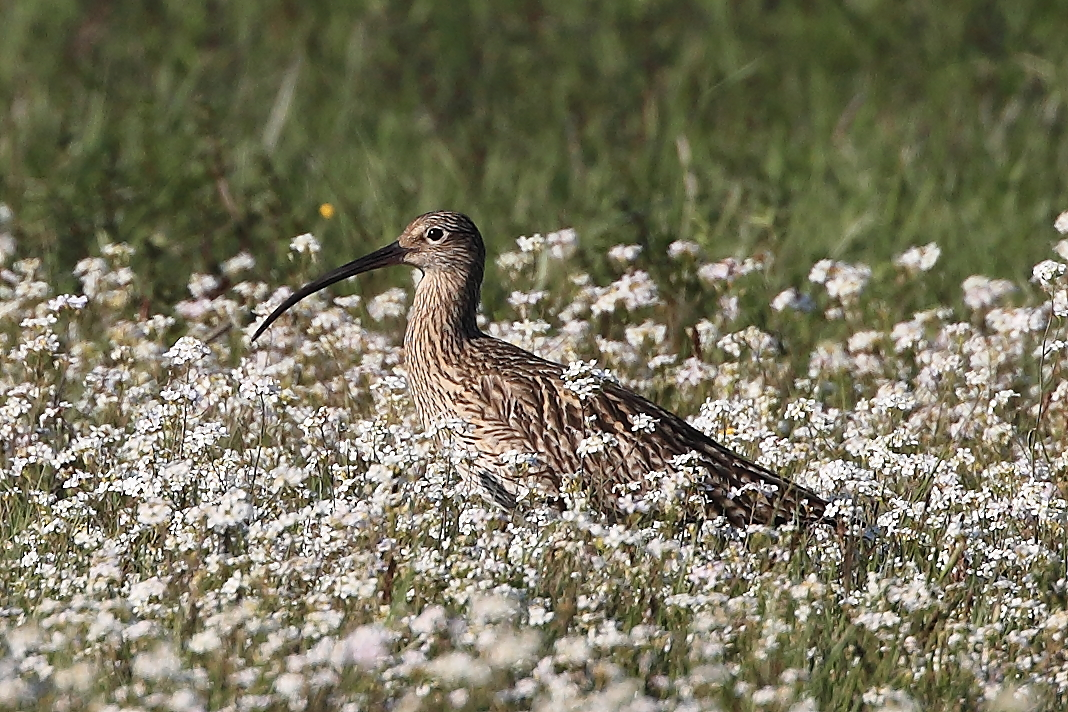
Schüttere Vegetation in den Feuchtwiesen begünstigt die Aufzucht der Jungen
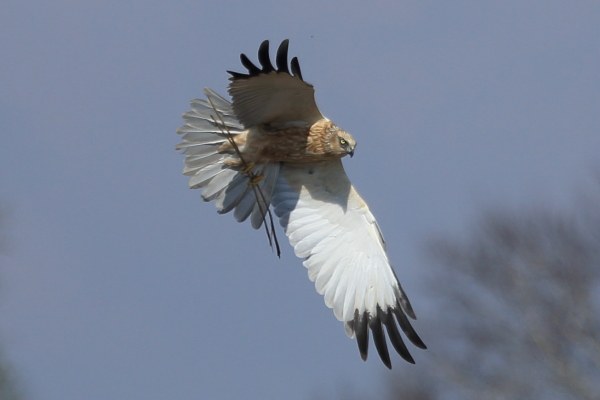
Rohrweihen bevorzugen weite baumfreie Flächen
  - Schüttere Vegetation in den Feuchtwiesen begünstigt die Aufzucht der Jungen
  - Rohrweihen bevorzugen weite baumfreie Flächen

## Gefährdung und Schutzmaßnahmen

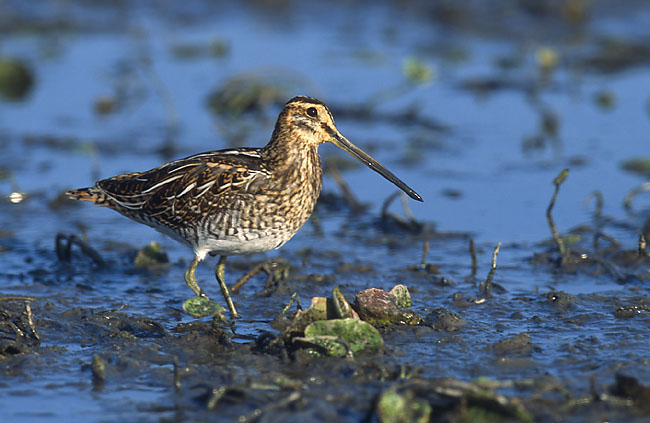
Die Bekassine (Gallinago gallinago) ist ein Königsauer Moorbewohner und laut Roter Liste ebenfalls vom Aussterben bedroht.

Die Qualität des Königsauer Mooses als Vogelschutzgebiet wird beeinträchtigt und langfristig gefährdet durch Großveranstaltungen am Rande des Gebiets, durch freilaufende Hunde, durch schleichende Absenkung des Grundwassers, durch knapper werdende Finanzmittel als Ausgleich für die Pflege von Wiesen und durch mutwillige Verfüllungen von Senken. Zur Verbesserung der Lebensräume im Königsauer Moos versuchen Umweltfreunde (BN, LBV, auch Sponsoren wie Banken und Geschäfte) die schleichende Austrocknung des Niedermoors wenigstens im Hauptbereich des Königsauer Mooses aufzuhalten. Hierbei sind folgende Maßnahmen wichtig: Schaffung von Tümpeln und Seigen (Unebenheiten in Auwiesen), Grabenaufweitung und die Rückwandlung von Ackerflächen in Wiesen, sowie Grundstücksankäufe und die Arrondierung der Kaufgrundstücke.